# Beiersdorf-Freudenberg
Beiersdorf-Freudenberg est une commune de l’arrondissement de Märkisch-Pays de l'Oder au Brandebourg, en Allemagne.